# Cừu Wiltipoll

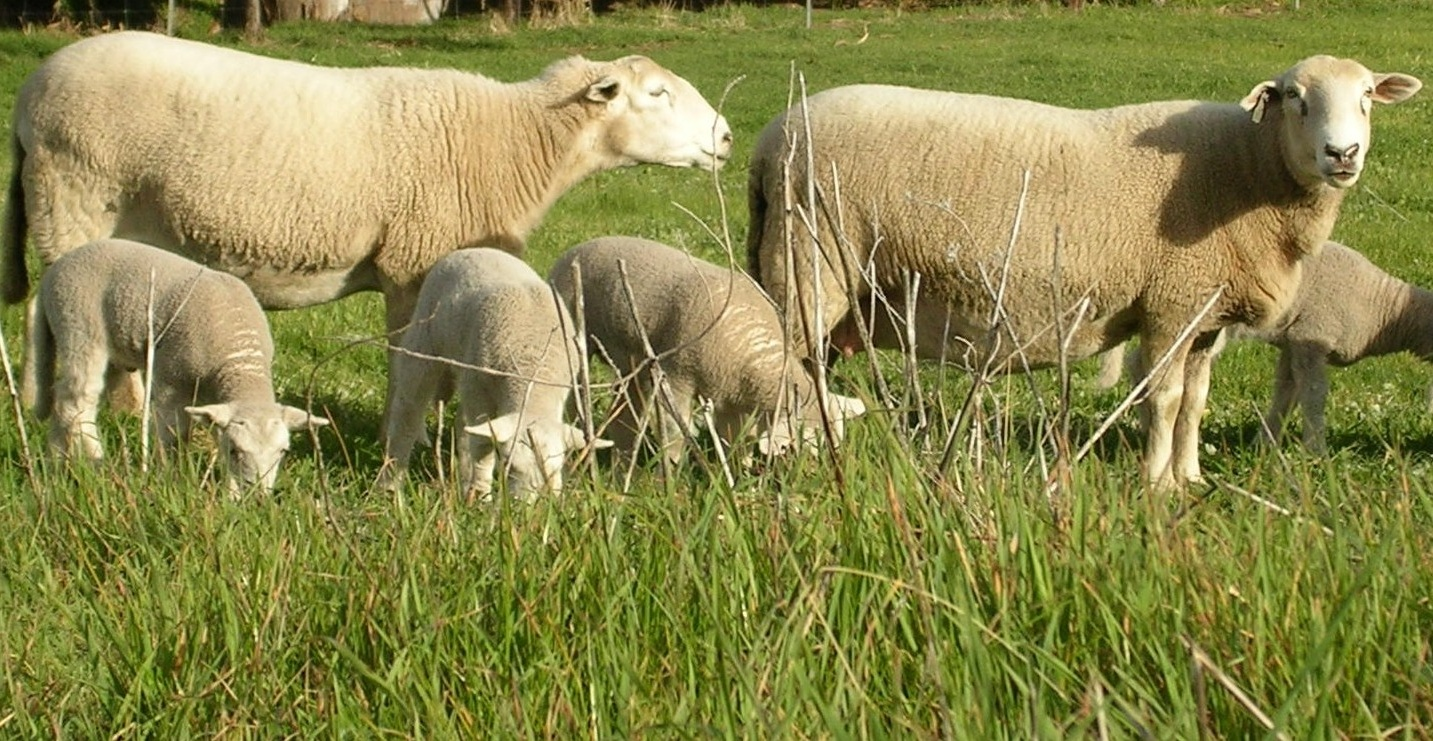
Cừu Wiltipoll trên cánh đồng

Cừu Wiltipoll là một giống cừu nhà thuộc nhóm cừu khuyết sừng được phát triển ở Úc từ giống cừu Wiltshire có sừng với truyền của cừu Leicester biên giới, cừu Perendale, cừu Poll Dorset, và di truyền của cừu Poll Merino, giống cừu này được nuôi dưỡng cho việc lấy thịt cừu. Giống cừu sừng Wiltshire được khảo sát được phát triển ở Úc để tạo ra giống đa dạng của cừu Wiltshire dễ chăm sóc thích hợp cho sản xuất thịt cừu nặng ký. Năm 1996, hiệp hội giống cừu này được hình thành và nó đã mở rộng nhanh chóng.

## Đặc điểm
Cừu Wiltipoll là những con cừu lớn, dễ chăm sóc, đồng điều, thường xuyên rụng len hàng năm. Chúng không đòi hỏi nạng hoặc cắt và không bị dễ dàng mà làm cho họ một giống hữu ích. Những con cừu này phải có ít nhất 96,87% di truyền Wiltshire Horn, hoàn toàn rụng lông cừu hàng năm và được nằm trong tình trạng khuyết sừng. Cừu cái là những con cừu lai giống theo mùa, nhưng là những bà mẹ tốt, có khả năng sinh sản cao với tỷ lệ sinh nhiều. Cừu Wiltipoll có thể nặng tới 125 kg (276 lb) trong điều kiện hợp lý. Cừu Wiltipoll (Wiltshire Horn khuyết sừng) rụng lông len hàng năm vào mùa xuân đến mùa hè và sản xuất thịt cừu nạc, chắc, nặng. Chúng là một giống cừu đầu trần (không có sừng) được lai tạo để sản xuất cừu giống để lấy thịt. Len chỉ đơn giản là tróc ra và rơi xuống đất. Do quá trình này, năng lượng của cừu được hướng vào thịt và sữa cừu, không phải len.
Do đó, giống cừu này cần chăm sóc rất thấp vì nó không cần cắt, nạng, moi, phun, ngâm, và nối đuôi. Cừu Wiltipoll có khả năng kháng hạt cỏ và chống chọi, chống lại sự cần thiết của các hóa chất hoặc bị cảm thấy đau đớn. Tất cả điều này tương đương với chi phí ít hơn và ít công việc hơn. Cừu Wiltipolls có tỷ lệ sinh đẻ cừu non cao 130-180% và bản năng mẹ tốt. Chúng nổi tiếng với cặp song sinh và sinh ba. Điều này đòi hỏi ít cừu cái để quản lý và ăn với nhiều cừu giống để bán. Chúng cho ra thịt cừu nguyên tố mà không đặt chất béo xuống, do đó sản xuất thịt rất nạc, chất lượng cao. Khi Wiltipoll được cắt sừng, cừu dễ xử lý hơn và ít bị bầm tím hơn. Cừu Wiltipolls lý tưởng phù hợp với những nơi có diện tích nhỏ và những người nông dân không thể tiếp tục với khối lượng công việc liên quan đến giống cừu lấy len. Giống cừu này rất cứng cỏi và có thể tồn tại trong điều kiện thức ăn thô ráp.